# Gazmend Pallaska
Gazmend Pallaska (* 24. Februar 1955 in Priština, Sozialistische Föderative Republik Jugoslawien) war einer der bekanntesten albanischsprachigen Sänger Jugoslawiens. Heute ist er als Rechtsanwalt in Pristina tätig.

## Leben
Gazmend Pallaska trat ab 1970 als Chanson- und Schlagersänger auf. Viermal (1974, 1976, 1982 und 1983) trat er beim Jugovizija (dem jugoslawischen Vorentscheid zum Eurovision Song Contest) an, wobei er 1983 das Lied Dashuria ne lulezim (Blühende Liebe) im Duett mit Milica Milisavljević Dugalić sang. Er war der einzige albanischsprachige Sänger, der auch außerhalb der albanischsprachigen Gebiete in Jugoslawien bekannt war.
Neben seiner Gesangskarriere studierte er an der Universität Prishtina Rechtswissenschaften. Auf seine Initiative hin wurde die Udruženje estradnih umjetnika Kosova (Vereinigung der Bühnenkünstler des Kosovo) gegründet, deren Vorsitzender er war. Seit den 1980er Jahren ist er als Rechtsanwalt tätig. Eine Zeitlang war er stellvertretender Rundfunkdirektor bei Radio Televizioni i Kosovës. Seit 2006 betreibt er zusammen mit Dastid Pallaska das Rechtsberatungsunternehmen Pallaska&Associates. Zu den Tätigkeitsschwerpunkten von Gazmend Pallaska zählen Patentrecht, Gesellschaftsrecht, Insolvenzrecht und Verwaltungsrecht.